# Uruguayanska kriget
Uruguayanska kriget (spanska: Guerra del Uruguay; portugisiska: Guerra do Uruguai), utkämpades 10 augusti 1864 – 20 februari 1865) och var en väpnad konflikt utan krigsförklaring, där Blancopartiet, som styrde Uruguay, slogs mot en allians bestående av Brasilien och uruguayanska Coloradopartiet. Koalitionen Brasilien/Coloradopartiet vann.
I efterdyningarna av detta krig utkämpades sedan Trippelallianskriget med Paraguay på ena sidan och Uruguay, Argentina och Brasilien på den andra.

### Fotnoter
1. ↑  Estado-maior do Exército, p.571
2. ↑  Nabuco, p.423